# Мужун Чун
Мужун Чун (кит. 慕容沖, пиньинь Mùróng Chōng, ?—386) — сяньбиец, первый формальный император государства Западная Янь с посмертным именем Вэй-ди (威帝).

## Биография
Сын императора государства Ранняя Янь Мужун Цзюня. Дата рождения неизвестна, можно с уверенностью утверждать лишь то, что, раз он был младшим братом Мужун Вэя, то родился после 350 года, и это случилось до 359 года, когда Мужун Чуну был дан титул Чжуншаньского князя (中山王).
В 370 году Ранняя Янь была уничтожена государством Ранняя Цинь, и большинство сяньбийцев были переселены во внутренние циньские земли. Циньский правитель Фу Цзянь сделал молодого Мужун Чуна своим мальчиком для удовольствий, а его младшую сестру — наложницей, и они стали жить в циньской столице Чанъане.
После того, как в 383 году циньская армия была уничтожена цзиньскими войсками в битве на реке Фэй, Мужун Чуй восстал против циньской власти и провозгласил создание государства Поздняя Янь, а затем восстал и Мужун Хун. Услышав об этом, Мужун Чун, бывший в то время правителем округа Пинъян, также восстал, но был разбит циньским генералом Доу Чуном, и присоединился к брату Мужун Хуну.
Летом 384 года, когда Мужун Хун наступал на циньскую столицу Чанъань, он был убит своим советником Гао Гаем, посчитавшим вместе с рядом приближённых, что Мужун Хун является недостаточно авторитетной фигурой, чтобы быть во главе восстания, и во главе восставших встал Мужун Чун. Так как последний яньский император Мужун Вэй был ещё жив, хотя и находился в плену в Чанъане, Мужун Вэй был провозглашён наследником престола. Фу Цзянь прислал Мужун Чуну мирное предложение с сексуальным подтекстом, напоминающее об их прежних отношениях, но оно было отвергнуто Мужун Чуном. Мужун Вэй попытался организовать восстание сяньбийцев внутри Чанъаня, но заговор был раскрыт, а сяньбийцы — вырезаны. Узнав о смерти брата, Мужун Чун провозгласил себя императором.
Взятый в плотную осаду Чанъань голодал, и летом 385 года пал. Несмотря на то, что сяньбийцы хотели вернуться на восток в свои родные земли, Мужун Чун решил остаться в Чанъане, не желая присоединяться к дяде Мужун Чую, основавшему государство Поздняя Янь. Он попытался уговорить своих людей последовать своему примеру, однако не нашёл понимания. Весной 386 года генерал Хань Янь устроил дворцовый переворот, убил Мужун Чуна и посадил на престол генерала Дуань Суя.